# Reach Out
«Reach Out» (Alcánzame) es una canción Dance Pop interpretada por Hilary Duff y lanzada a finales del 2008 como el primer y único sencillo del álbum recopilatorio de Duff, Best of Hilary Duff.
La canción se convierte en el 3.er sencillo consecutivo de Hilary en alcanzar la primera posición en el Hot Dance Club Play estadounidense.

## Información
La canción fue producida por Ryan Tedder (de OneRepublic) y coescrita por Tedder, Hilary Duff, Martin L. Gore, Evan Bogart y Mika Guillory. Es utilizado un sample de la canción "Personal Jesus" de Depeche Mode además en el segundo verso después del coro se pueden escuchar frases de la canción "Like a Prayer" de la cantante Madonna. Hay dos versiones de la canción: la versión del álbum, la cual esta en su canal oficial de YouTube, aparece en el álbum, y es la versión del sencillo, en donde aparece el rapero The Prophet, quien también aparece en el video musical. La versión del álbum de "Reach Out" tuvo su audio premier en el canal oficial de Duff el 3 de octubre de 2008.
Reach Out tuvo una escasa promoción, pero ante esto, tuvo una buena aceptación en las radios americanas y se convirtió en un hit en Italia.
La canción hace referencias a dos previas canciones de Duff, "Dignity" y "Play with Fire"; y al film de 2005 protagonizado por ella misma, "The Perfect Man".
Reach Out es la canción inicial y final del programa Animal Nocturno de TVN.
Por razones desconocidas, el álbum "Best Of Hilary Duff" fue removido de la tienda iTunes y el 18 de diciembre de 2008 fue puesto nuevamente en venta, por esta razón, Reach Out no entra al Billboard Hot 100 en Estados Unidos; sin embargo el sencillo alcanza el #1 en el Billboard Hot Dance Clud Play a mediados de diciembre de 2008.

## Video musical
El video fue rodado el 13 y 14 de septiembre de 2008, en Los Ángeles, California y fue dirigido por Philip Andelman.
Hay 2 versiones oficiales del video: "Director Cut Version" y "Clean Version".
La versión del director fue estrenada por MySpace el 28 de octubre de 2008.
Y se estrenó en el canal de YouTube oficial de Hilary Duff el día 31 de octubre
Hay partes en el video donde Duff aparece con una vendas de ojo y una bella cola parecida a la de Madonna en el video "Erotica"
El video fue dirigido por Philip Andelman y se estrenó el 28 de octubre a través de MySpace. El video fue número uno en programas de tv countdown en Nueva Zelanda, Muchmusic Canadá, Mtv Top 10 México, Mtv TRL Italia y Tu Ranking Muchmusic Argentina.
Este video ocupó el lugar #82 en LOS 100 MAS PEDIDOS MTV SUR y #44 en LOS 100 MÁS PEDIDOS MTV NORTE en el año 2008, mientras que #42 en LOS 100 MAS PEDIDOS MTV CENTRO y #16 LOS 100 MAS PEDIDOS MTV NORTE durante el año 2009.

## Director Cut Version
El videoparte en el patio de una mansión, seguido de personas corriendo en ropa interior y continúa con The Prophet rapeando. Luego, aparece Hilary cantando en un sillón, con un vesitdo blanco, luego, es mostrada sentada en el piso agarrando la pierna de un hombre; a continuación se ve a Hilary bailando frente a un espejo, luego, se ve a Hilary cantando encima de una mesa con un vestido color negro y un sombrero, mientras se muestran escenas de Hilary bailando provocativamente frente al espejo; luego, se ve a Hilary en el piso con un short cantando en un cuarto con paredes rojas, mientras se ven escenas de ella acariciando a un Hombre. Luego vemos a The Prophet sentado en un trono cantando y corta a escenas de Hilary en una piscina moviéndose muy provocativa. Luego, se ve a Hilary chupándole el dedo al hombre. Termina mostrando a Hilary mostrando todos sus trajes a lo largo del video. En algunas escenas podemos ver a Hilary que canta frente al espejo con los ojos vendados. Hay 2 versiones del Director's Cut: uno corresponde a la versión del MySpace de Hilary, donde en el minuto 2:08, aparece sobre un árbol y frota su mano por su cuerpo hasta los 2:10. La segunda versión corresponde a los canales oficiales de Duff en YouTube y esta cuenta con un par de escenas diferentes, donde en el minuto 2:08, Duff aparece sobre una mesa moviéndose por un segundo y continúa en el árbol frotándose, luego el video continua igual que en la versión 1. El video ha sido criticado por ser muy "erótico", "masoquista" y "provocativo"

## Clean Version
Esta versión es la que va a canales de TV. Censura a Hilary cantando frente al espejo con los ojos vendados, también censura a ella chupándole el dedo al hombre y, finalmente, censura la parte en que Hilary sale atada con una mascada blanca y con un atuendo de "esclava".

### Otras versiones
Hay otras 5 versiones del video musical.
- 3.ª versión:  Las mismas escenas de la versión original, solo que en esta Duff aparece en unas escenas con la mano del hombre en su cuello ahorcándola y ella cantando.

- 4.ª versión: Las personas en ropa interior aparecen durante todo el video. También Hilary sale rasguñando al hombre en la espalda y aparecen imágenes inéditas de la escenografía, además de escenas con cortes rápidos y con un efecto de vibración.

- 5.ª versión: Fue filtrada en YouTube en enero de 2009 y actualmente está en venta para iTunes España y 7digital; en esta versión aparece una parte inédita donde Duff aparece jugando con el dedo del hombre, distinto al de las otras versiones.

- 6.ª versión: Esta versión no contiene escenas diferentes, sino que es una compilación de las 5 versiones anteriores.

- 7.ª versión: Salió al aire en YouTube en diciembre de 2009. En esta versión se pueden ver escenas de todas las versiones, además de escenas exclusivas a partir del minuto 1:56, donde Duff contornea su cabeza sosteniéndose en una estatua, el hombre aparece ahorcando a Hilary en más escenas que la versión 3, una nueva escena de Hilary jugando con el dedo del hombre y haciendo poses provocativas bajo la mesa de billar. Esta versión es la que cuenta con más escenas provocativas.

## Versiones oficiales
- Reach Out [Album Version] 4:14
- Reach Out [No Rap Version] — 3:27
- Reach Out [Video Version] — 3:37
- Reach Out [DJ Escape & Dom Capello's Radio Mix] — 3:47
- Reach Out [DJ Escape & Dom Capello's Main Mix] — 8:13
- Reach Out [Joe Bermúdez & Chico's Mixshow No Rap] — 4:36
- Reach Out [Joe Bermúdez & Chico's Original Demo] — 4:08
- Reach Out [Joe Bermúdez & Chico's Radio Mix No Rap] — 3:31
- Reach Out [Joe Bermúdez & Chico's Underground Club Mix] — 3:39
- Reach Out [Joe Bermúdez & Chico's Underground Club] — 7:48
- Reach Out [Richard Vission's Radio Mix] — 3:36
- Reach Out [Richard Vission's Vocal Club Mix] — 6:14
- Reach Out [Caramel Pod E Remix] — 4:09
- Reach Out [UK Version] - 4:10

## Charts
| AMÉRICA        |                         |     |
| Perú           | Top 20 Ranking          | 1   |
| Perú           | Top 100 del 2008        | 74  |
| Perú           | Top 100 del 2009 (Perú) | 16  |
| Brasil         | Hot Dance Club Play     | 17  |
| Chile          | Top 100 Singles         | 3   |
| Costa Rica     | Top 100 Singles         | 29  |
| Ecuador        | Top 100 Singles         | 30  |
| Estados Unidos | Hot Dance Club Play     | 1   |
| Estados Unidos | Global Dance Tracks     | 17  |
| Estados Unidos | Hot Dance Airplay       | 9   |
| El Salvador    | Top 100 Singles         | 21  |
| Guatemala      | Top 100 Singles         | 18  |
| México         | Top 100 Singles         | 16  |
| Paraguay       | Top 100 Singles         | 10  |
| EUROPA         |                         |     |
| Italia         | Top 50 Singles          | 3   |
| Reino Unido    | Top 200 Singles         | 193 |
| ASIA           |                         |     |
| Japón          | Hot 100 Singles         | 72  |
| OCEANÍA        |                         |     |
| Australia      | Top 100 Singles         | 51  |